# صمصام‌الدوله دیلمی
مرزبان دیلمی (درگذشتهٔ ذی‌الحجه ۳۸۸ در ایران) ملقب به صمصام‌الدوله و مُکَنّیٰ به ابوکالیجار دومین پسر عضدالدوله دیلمی و از امیران آل بویه بود.

## زندگی

### آغاز حکومت
با مرگ عضدالدوله در شوال ۳۷۲ قمری (مارس ۹۸۳ میلادی)، از آنجایی که وی جانشینی برای خود تعیین نکرده بود بزرگان قوم اعلام وفاتش را برای سه ماه به تعویق انداختند تا فرزندش ابوکالیجار مرزبان حاضر گردید و از خلیفه الطائع خواستند برای او فرمان صادر و لوازم سلطنت از قبیل خلعت و لواء و القاب را به او عطا کند. خلیفه پذیرفت و در محرم ۳۷۳ ق (ژوئن ۹۸۳ م) او را «صمصام‌الدوله» لقب داد. سپس مرگ عضدالدوله را آشکار ساختند و طبق وصیت او جسدش را در نجف به خاک سپردند.

### اختلاف با شرف‌الدوله
با امارت صمصام الدوله، چون برادر دیگرش شیردل (ملقب به شرف‌الدوله) که از جانب عضدالدوله والی کرمان بود از مرگ پدر مطلع شد رهسپار فارس گردید و آنجا را به تصرف درآورد. پس از آن سپاهی را که صمصام‌الدوله به جنگ او فرستاده بود شکست داد. در سال ۳۷۵ یکی از سرداران بزرگ دیلمی به نام اَسوار به مخالفت با صمصام‌الدوله برخاست و بسیاری از سپاهیان به او پیوستند. آنان تصمیم گرفتند که از شرف‌الدوله فرمانبرداری کنند و ابونصر (ملقب به بهاءالدوله پسر سوم عضدالدوله که پانزده سال داشت) را به نیابت از طرف شرف‌الدوله در بغداد به فرمانروایی برسانند. اما چنین نشد و صمصام‌الدوله یکی از سرداران خود به نام فولاد زماندار را به جنگ اسوار فرستاد و او را شکست داد و ابونصر برادر کوچکتر خود را اسیر کرد و به زندان انداخت.
در همین سال شرف‌الدوله از شیراز به قصد اهواز بیرون آمد و آنجا را تصرف کرد. سپس بصره را نیز به دست آورد. چون صمصام‌الدوله از این موضوع آگاه شد به او پیشنهاد آشتی داد و دو برادر در ماه صفر سال ۳۷۵ قمری (ژوئن ۹۸۶) با یکدیگر پیمان بستند و شرط کردند که در عراق به نام شرف‌الدوله خطبه خوانده شود و صمصام‌الدوله در آنجا باقی بماند (به نیابت از طرف شرف‌الدوله) و شرف‌الدوله بر فارس و خوزستان و بصره حکومت کند و ابونصر از زندان آزاد گردد.
چندی بعد شرف‌الدوله به قصد تصرف بغداد به راه افتاد. سپاه صمصام‌الدوله هم از فرمان او سرپیچی کردند. وی ناگزیر با خواص خود نزد شرف‌الدوله رفت؛ اما به محض اینکه از مجلس او بیرون آمد، دستگیر شد. شرف‌الدوله در رمضان سال ۳۷۶ (ژانویه ۹۸۷) در حالی که صمصام‌الدوله را به بند کشیده بود وارد بغداد شد.

### اختلاف با بهاءالدوله
شرف‌الدوله در اول جمادی‌الثانی ۳۷۹ (۶ سپتامبر ۹۸۹) درگذشت. وی در اوج بیماری فرمان کور کردن صمصام‌الدوله را صادر کرد که دستور او پس از مرگش انجام شد. پس از شرف‌الدوله برادر نوزده ساله‌اش ابونصر ملقب به بهاءالدوله به جای او نشست. بهاءالدوله از همان اوان امارت مواجه با مخالفت برادر بزرگترش صمصام‌الدوله شد؛ که علی‌رغم نابینایی، در فارس به طلب قدرت برخاسته بود و طالب سهم خود از قلمرو پدر بود. در سال ۳۸۰ بهاءالدوله به قصد تصرف فارس به خوزستان رفت و از آنجا وارد ارجان شد. پس از آن با سپاه صمصام‌الدوله به جنگ پرداخت و شکست خورد. آن دو سرانجام پیمانی بستند و قرار شد که فارس و ارجان متعلق به صمصام‌الدوله باشد و خوزستان و عراق متعلق به بهاءالدوله.
در سال ۳۸۲ چون صمصام‌الدوله اطلاع یافت که بهاءالدوله در نهان برای تصرف فارس آماده می‌شود، بر او پیشدستی کرد و خوزستان را به تصرف درآورد. این مناقشات تا سال ۳۸۶ ادامه یافت. در آن زمان فخرالدوله دیلمی نیز در ری فرمانروایی می‌کرد؛ بنابراین قلمرو آل بویه عملاً به سه سرزمین مستقل با سه امیر تقسیم شده بود.

### سرانجام
در پایان قرن چهارم قمری (ده میلادی) ناآرامی و آشوب عراق و فارس را در بر گرفته بود. در سال ۳۸۸ (۹۹۸) صمصام‌الدوله به خوزستان حمله و بصره را اشغال کرد. بهاءالدوله و متحدانش بصره را پس گرفتند اما نتوانستند به پیروزی قطعی در مقابل صمصام‌الدوله دست یابند.
صمصام‌الدوله سرانجام در ذی‌الحجه ۳۸۸ (نوامبر ۹۹۸) در نزدیکی شیراز و توسط پسران عزالدوله بختیار کشته شد.